# Stoel (Schippers)
De Stoel was een kunstwerk, dat ontworpen werd door Wim T. Schippers voor een beeldententoonstelling in het Vondelpark te Amsterdam.
Ter opluistering van het honderdjarig bestaan van het Vondelpark in 1965 werd een aantal internationaal vermaarde kunstenaars verzocht een kunstwerk te leveren. Pablo Picasso kwam met Figure découpée, Ossip Zadkine met Menselijk woud. De Nederlandse Wim T. Schippers kwam met een gigantische stoel. Toen de tentoonstelling geopend was, stond er alleen een 'kale stoel' van triplex en hardboard. Schippers liet het geheel vervolgens bekleden met paars plastic. Een aantal reacties van Schippers op vragen:
Waarom een stoel?
Er stond nog geen stoel in de Vondelpark.
Waarom paars?
Zomaar, omdat ik paars een rottige kleur vind.
Het kunstwerk maakte de tongen los. De kunstcriticus van Het Parool merkte op: "Er wordt meer over gezegd dan er op wordt gezeten". Enerzijds vond men het kunstwerk verpestend en doelloos, aan de andere kant vond men soms dat de daad van Schippers de andere inzendingen direct tot kunst verhief. Schippers nam de meningen over. Ouders zagen in de stoel een uitgelezen moment een foto van hun kind(eren) in de stoel te maken (het kind moest daarbij boven hun hoofd in de stoel gezet worden). Schippers maakte het allemaal niet uit. Hij ging door met een volgend project, Teruikstelling. Amateurdichter Richter Roegholt schreef een gedicht over de stoel. Hij begon met "Het park is nu vol vreemde dingen", maar eindigt met "Ze moeten hem maar laten staan, hij hoort er bij"..    
Wat er met de stoel is gebeurd is onbekend.  